# Canthophorus
Canthophorus är ett släkte av insekter. Canthophorus ingår i familjen tornbenskinnbaggar.
Släktet innehåller bara arten Canthophorus impressus.

## Bildgalleri

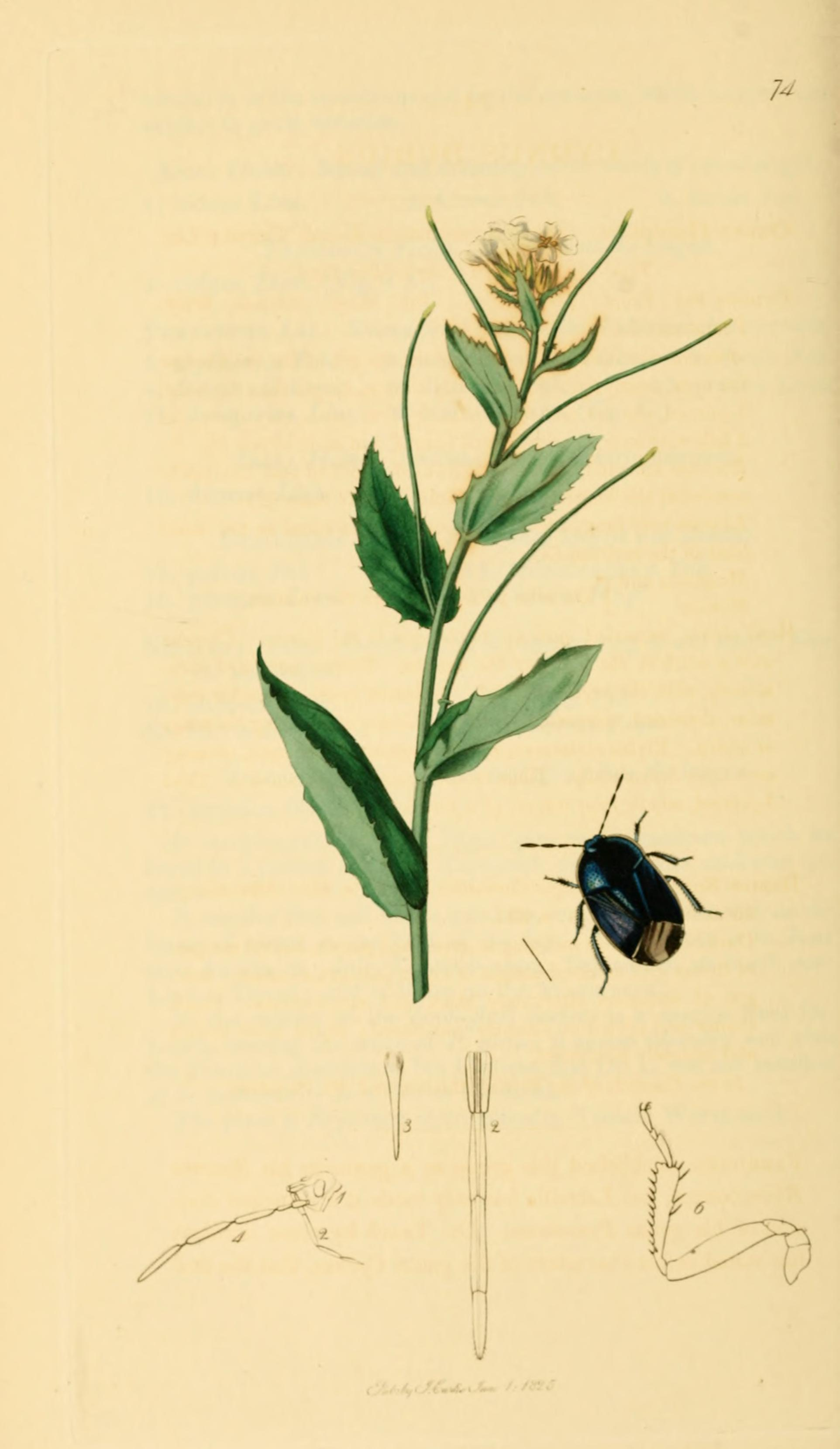
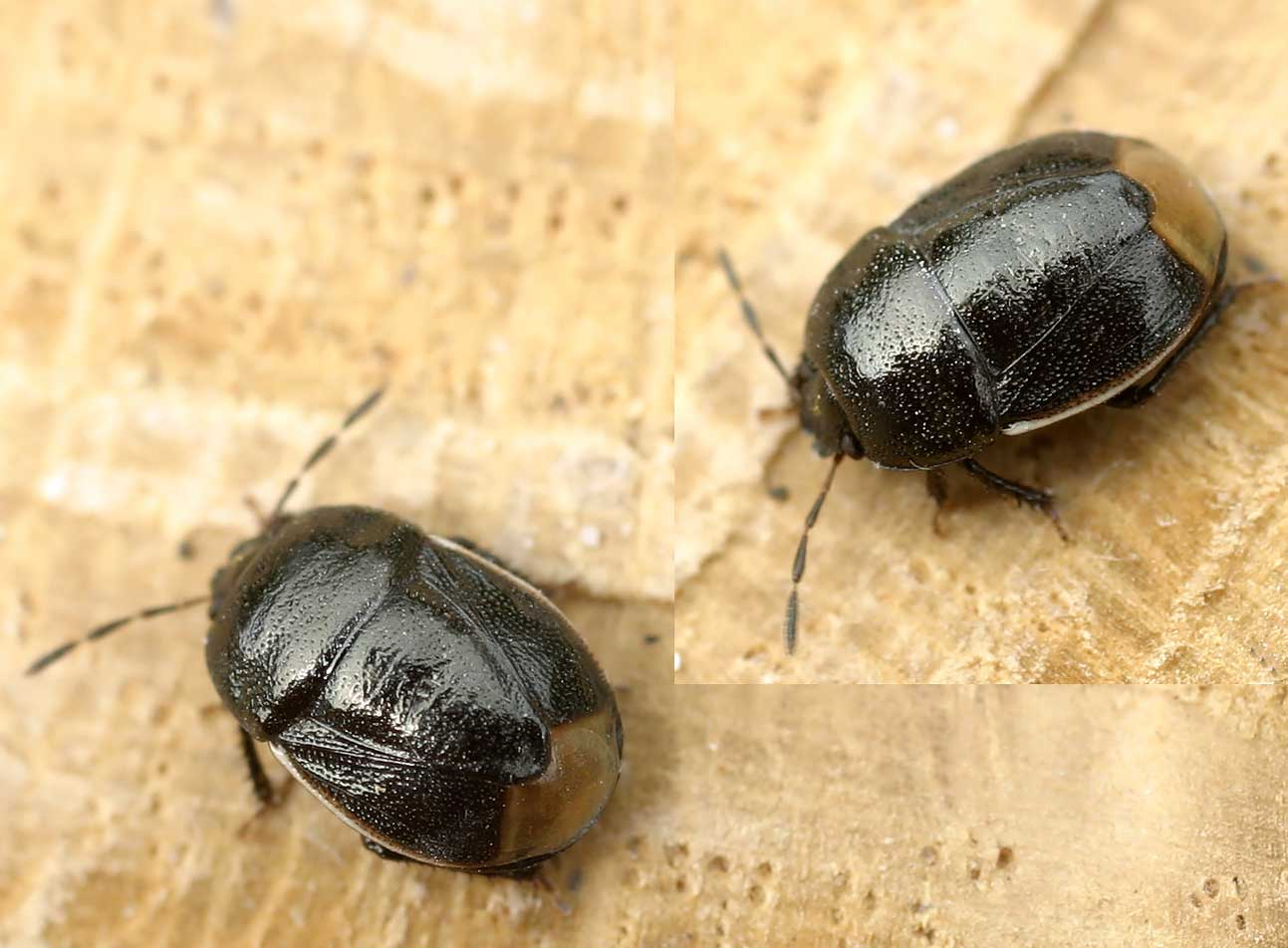
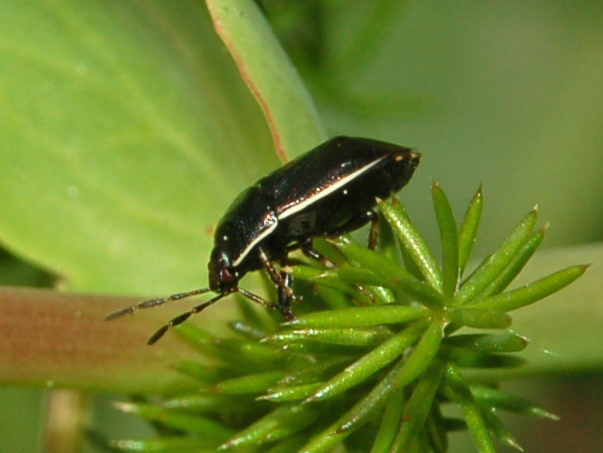
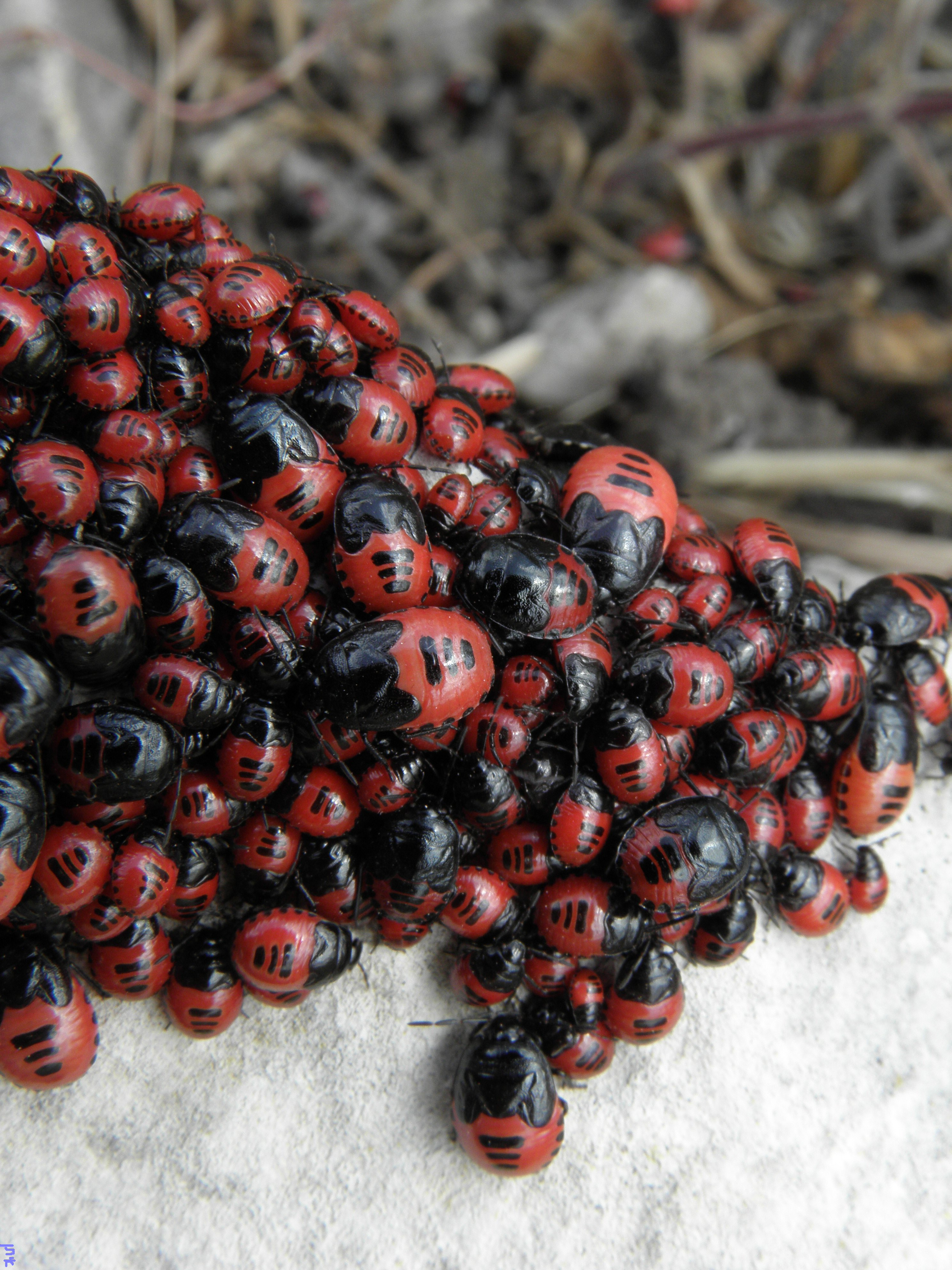
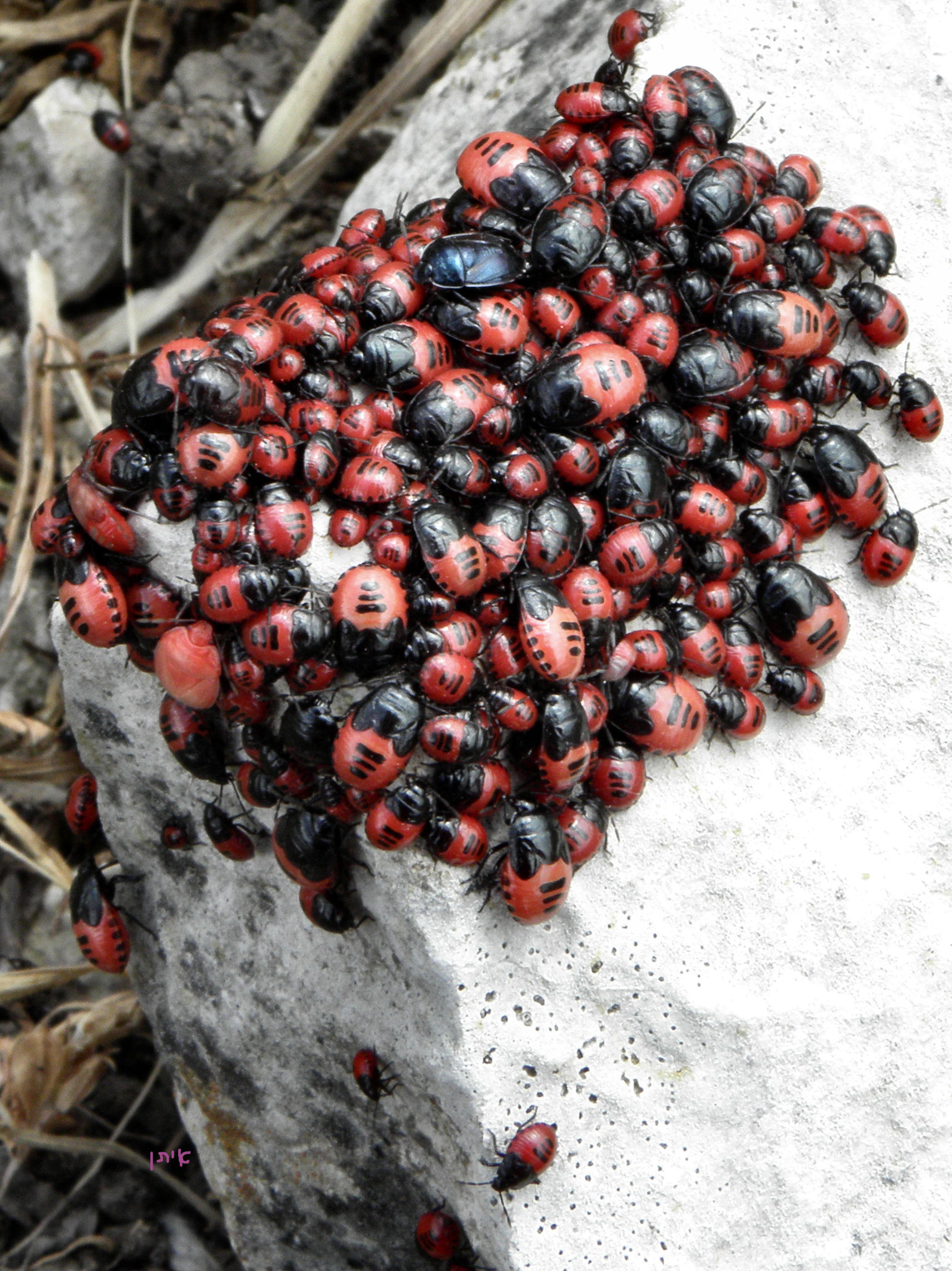